# Brian May (componist)
Brian May (Adelaide, 28 juli 1934 – Melbourne, 25 april 1997) was een Australisch filmcomponist en dirigent die een prominente figuur was tijdens de Australische new wave. Hij is misschien het best bekend om zijn filmmuziek voor Mad Max en Mad Max 2. Vermelding van zijn naam in de begintitels of aftiteling leidt vaak tot verwarring bij de bekende Queen-gitarist Brian May.
May volgde een opleiding als pianist, violist en dirigent aan het Elder Conservatorium of Music in Adelaide, voordat hij de ABC Adelaide Big Band oprichtte en dirigeerde, die later de ABC Melbourne Show Band werd. Deze bands speelden muziek voor televisieprogramma's en series zoals Bellbird, Return to Eden, The Last Frontier, A Dangerous Life en Darling of the Gods, terwijl de muziek hiervoor eerder van vinylplaten was gehaald. May componeerde ook het thema van de zeer succesvolle wekelijks Australisch muziektelevisieprogramma  Countdown die werd gelanceerd door de Melbourne Show Band. Hij verliet het ABC in 1984 en zijn interesses gingen naar filmmuziek. Hij won in 1979 met de originele filmmuziek van Mad Max een Australian Film Institute Award.
May stierf in Melbourne, Australië op 25 april 1997 op 63-jarige leeftijd aan een hartaanval. In zijn testament verordende hij de oprichting van de Brian May Scholarship, een schenking waarmee aspirant-filmcomponisten uit Australië negen maanden naar de University of Southern California kunnen gaan.

## Discografie

### Albums
| Titel                                                                                 | Albumdetails                                                          | Piekgrafiek posities |
| Titel                                                                                 | Albumdetails                                                          | AUS                  |
| ------------------------------------------------------------------------------------- | --------------------------------------------------------------------- | -------------------- |
| Hits of the '70s (als Brian May and the A.B.C. Melbourne Show Band)                   | - Uitgegeven: 1975 - Formaat: LP, Cassette - Label: Hammard (HAM 002) | 47                   |
| The Great Big Band Hits of the 40s (als Brian May and the A.B.C. Melbourne Show Band) | - Uitgegeven: 1976 - Formaat: LP, Cassette - Label: Hammard (HAM 010) | 50                   |
| More Hits of the 70's (als Brian May and the A.B.C. Melbourne Show Band)              | - Uitgegeven: 1977 - Formaat: LP, Cassette - Label: Hammard (HAM 015) | 86                   |

### Overige albums
- Golden Instrumentals - Pop Evergreens - met ABC Melbourne Showband (1973)
- Classics Updated - Big Band Hits - met ABC Melbourne Showband (1973)
- Music Unlimited - met The Melbourne ABC Showband (1974)
- The World Of Musicals - met The A.B.C. Melbourne Show Band (1975)
- The True Story Of Eskimo Nell "The Bawdy Saga Of The Most Infamous 'Womper' Of All Time" soundtrack (1975)
- Brian May and the ABC Melbourne Showband - met The A.B.C. Melbourne Show Band (1977)
- Patrick soundtrack (1979)
- The Very Best Of Brian May And The ABC Showband - met The ABC Showband verzamelalbum (1979)
- Mad Max soundtrack (1980)
- Survivor soundtrack (1980)
- Harlequin soundtrack (1980)
- The Day After Halloween soundtrack (1981)
- The Road Warrior soundtrack (1982)
- Kitty and the Bagman soundtrack (1982)
- Return To Eden soundtrack (1985)
- Death Before Dishonor soundtrack (1986)
- Thirst soundtrack (1989)
- Sky Pirates soundtrack (1989)
- Bloodmoon soundtrack (1990)
- Freddy's Dead: The Final Nightmare soundtrack (1991)
- Roadgames/Patrick soundtrack (1991)
- Harlequin / The Day After Halloween soundtrack (1991)
- Race For the Yankee Zephyr/The Survivor soundtrack (1991)
- Dr. Giggles soundtrack (1992)
- Missing In Action 2: The Beginning soundtrack (2008)
- Cloak & Dagger soundtrack (2010)
- Turkey Shoot soundtrack (2014)
- Treasure Of The Yankee Zephyr soundtrack (2016)
- The Brian May Fantasy Film Music Collection verzamelalbum (2016)
- The Quest / The True Story Of Eskimo Nell soundtrack (2018)
- Patrick soundtrack, nieuwe versie (2020)
- Turkey Shoot soundtrack, nieuwe versie (2021)

### Singles
- Theme From "Rush" - met The A.B.C. Showband (1974)
- Theme From Upstairs Downstairs - met The ABC Melbourne Showband (1975)
- Catspaw - met The A.B.C. Melbourne Show Band (1978)
- Charlie's Angels - met The A.B.C. Melbourne Show Band (1978)
- In Flight - met The A.B.C. Melbourne Show Band (1978)
- Cabaret - met The A.B.C. Melbourne Show Band (1978)
- Return To Eden (1984)

## Filmografie
| Jaar | Titel                              | Opmerkingen                                                              |
| ---- | ---------------------------------- | ------------------------------------------------------------------------ |
| 1975 | The True Story of Eskimo Nell      |                                                                          |
| 1978 | Patrick                            |                                                                          |
| 1979 | Mad Max                            | Australian Film Institute Award for Best Original Music Score            |
| 1979 | Snapshot                           |                                                                          |
| 1979 | Thirst                             |                                                                          |
| 1980 | Harlequin                          |                                                                          |
| 1980 | Nightmares                         |                                                                          |
| 1981 | Roadgames                          | Nominatie: Australian Film Institute Award for Best Original Music Score |
| 1981 | The Survivor                       |                                                                          |
| 1981 | The Killing of Angel Street        |                                                                          |
| 1981 | Race for the Yankee Zephyr         |                                                                          |
| 1981 | Mad Max 2                          | Nominatie: Australian Film Institute Award for Best Original Music Score |
| 1982 | Breakfast in Paris                 |                                                                          |
| 1982 | Turkey Shoot                       |                                                                          |
| 1982 | Kitty and the Bagman               |                                                                          |
| 1983 | A Slice of Life                    |                                                                          |
| 1984 | Cloak & Dagger                     |                                                                          |
| 1984 | Innocent Prey                      |                                                                          |
| 1985 | Missing in Action 2: The Beginning |                                                                          |
| 1986 | Sky Pirates                        |                                                                          |
| 1986 | Frog Dreaming                      | Nominatie: Australian Film Institute Award for Best Original Music Score |
| 1987 | Death Before Dishonor              |                                                                          |
| 1987 | Steel Dawn                         |                                                                          |
| 1990 | Bloodmoon                          | Nominatie: ARIA Award for Best Original Soundtrack, Cast or Show Album   |
| 1990 | Dead Sleep                         |                                                                          |
| 1991 | Freddy's Dead: The Final Nightmare |                                                                          |
| 1992 | Hurricane Smith                    |                                                                          |
| 1992 | Dr. Giggles                        |                                                                          |

## Overige producties

### Televisiefilms
| Jaar | Titel                 | Opmerkingen |
| ---- | --------------------- | ----------- |
| 1976 | The Sentimental Bloke |             |
| 1977 | No Room to Run        |             |
| 1979 | Barnaby and Me        |             |
| 1982 | ..Deadline..          |             |
| 1986 | The Last Frontier     |             |
| 1989 | Darlings of the Gods  |             |
| 1993 | Blind Side            |             |

### Televisieseries
| Jaar | Titel                     | Opmerkingen                         |
| ---- | ------------------------- | ----------------------------------- |
| 1967 | Bellbird                  |                                     |
| 1973 | Frank and Francesca       |                                     |
| 1978 | Catspaw                   |                                     |
| 1979 | Twenty Good Years         |                                     |
| 1980 | The Last Outlaw           | miniserie                           |
| 1981 | And Here Comes Bucknuckle |                                     |
| 1983 | Return to Eden            | miniserie, ook het vervolg uit 1986 |
| 1988 | A Dangerous Life          | miniserie                           |
| 1991 | Tales from the Crypt      | Afl. " Split Second"                |
| 1991 | Dark Justice              |                                     |